# Boissy-sous-Saint-Yon
 Boissy-sous-Saint-Yon  es una población y comuna francesa, ubicada en la región de Isla de Francia, departamento de Essonne, en el distrito de Étampes y cantón de Saint-Chéron.

## Demografía
| 810 | 1017 | 1211 | 2543 | 3309 | 3566 |
| Para los censos de 1962 a 1999 la población legal corresponde a la población sin duplicidades (Fuente: INSEE [Consultar]) |      |      |      |      |      |